# Мерфрісборо (Теннессі)
Мерфрісборо (англ. Murfreesboro) — місто (англ. city) в США, в окрузі Резерфорд штату Теннессі. Населення — 152 769 осіб (2020).

## Географія
Мерфрісборо розташоване за координатами 35°51′8″ пн. ш. 86°24′58″ зх. д. / 35.85222° пн. ш. 86.41611° зх. д. (35.852209, -86.416062). За даними Бюро перепису населення США в 2010 році місто мало площу 143,71 км², з яких 143,35 км² — суходіл та 0,36 км² — водойми. В 2017 році площа становила 151,43 км², з яких 151,06 км² — суходіл та 0,37 км² — водойми.

## Демографія
Згідно з переписом 2010 року, у місті мешкало 108 755 осіб у 41 940 домогосподарствах у складі 25 108 родин. Густота населення становила 757 осіб/км². Було 45500 помешкань (317/км²).
Расовий склад населення:
| - 75,6 % — білих - 15,2 % — чорних або афроамериканців - 3,4 % — азіатів - 0,3 % — корінних американців - 2,8 % — осіб інших рас |

До двох чи більше рас належало 2,7 %. Частка іспаномовних становила 5,9 % від усіх жителів.
За віковим діапазоном населення розподілялося таким чином: 23,5 % — особи молодші 18 років, 68,3 % — особи у віці 18—64 років, 8,2 % — особи у віці 65 років та старші. Медіана віку мешканця становила 29,0 року. На 100 осіб жіночої статі у місті припадало 96,5 чоловіків; на 100 жінок у віці від 18 років та старших — 94,8 чоловіків також старших 18 років.
Середній дохід на одне домашнє господарство становив 68 258 доларів США (медіана — 51 094), а середній дохід на одну сім'ю — 84 983 долари (медіана — 68 146). Медіана доходів становила 45 876 доларів для чоловіків та 38 166 доларів для жінок. За межею бідності перебувало 16,2 % осіб, у тому числі 16,7 % дітей у віці до 18 років та 7,8 % осіб у віці 65 років та старших.
Цивільне працевлаштоване населення становило 59 975 осіб. Основні галузі зайнятості: освіта, охорона здоров'я та соціальна допомога — 23,7 %, роздрібна торгівля — 13,8 %, виробництво — 12,5 %.

## Персоналії
- Маргарет Рі Седдон (нар. 1947) — астронавт НАСА.